# 옐로스톤호

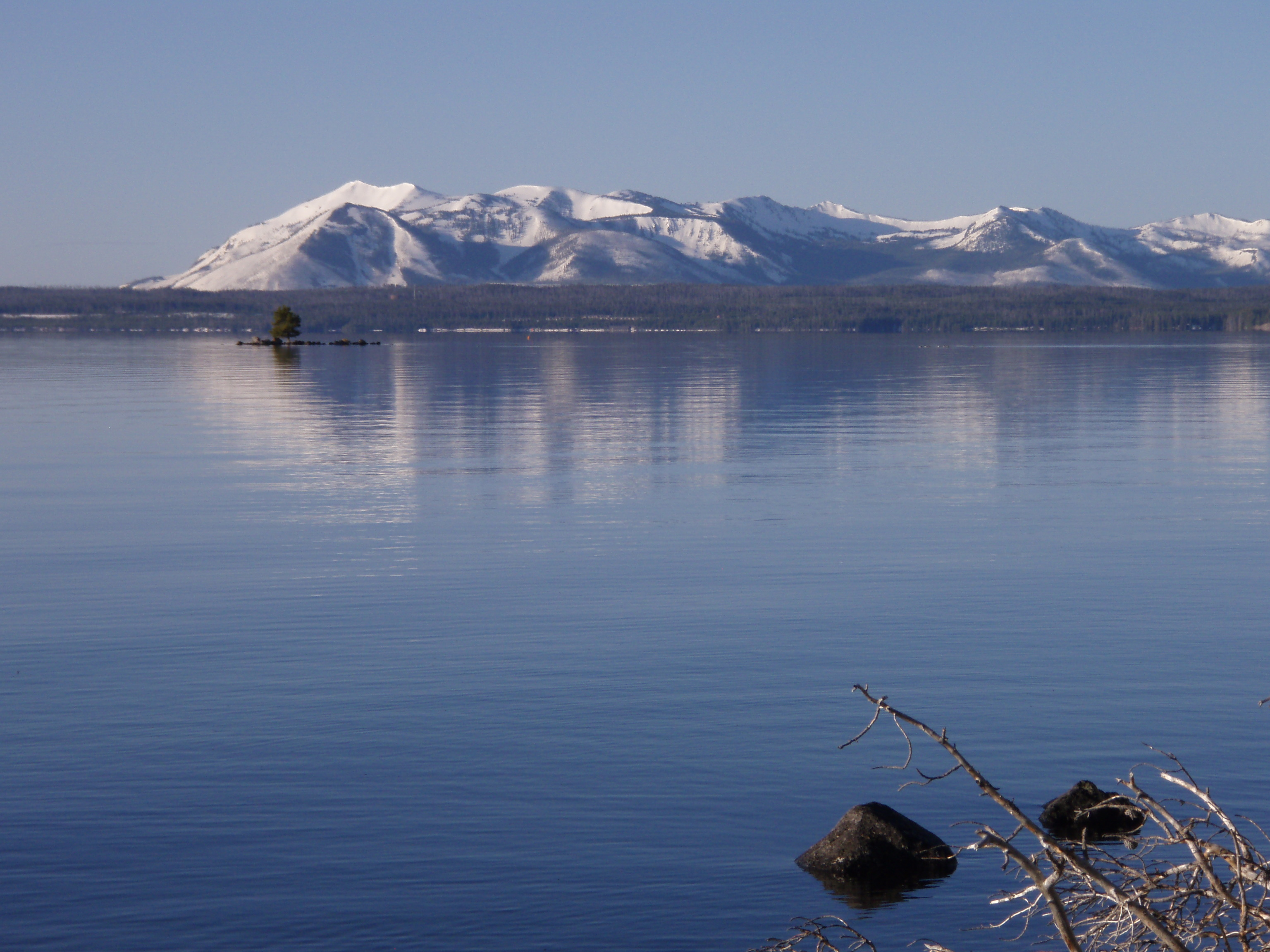

옐로스톤 호(영어: Yellowstone Lake)는 미국 와이오밍주 서북부, 옐로스톤 국립공원에 있는 호수이다. 수면 표고는 2,357m이고 면적은 350km2, 해안 길이는 180km이다. 최대 길이 32km, 최대 폭 24km, 평균 깊이는 42m, 최대 깊이는 120m이다.